# Dōmoto Inshō

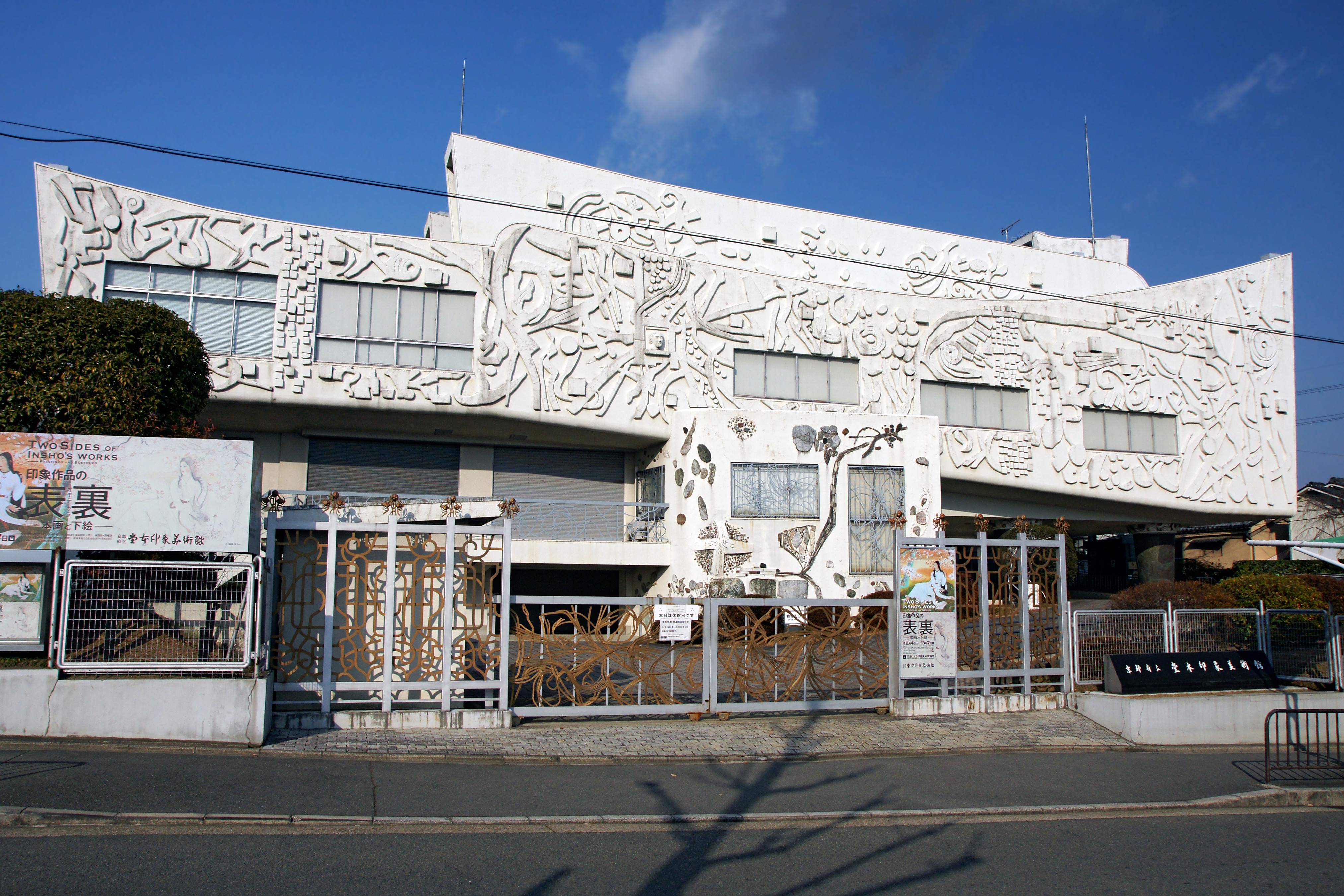
Insho-Domoto-Museum, Kyōto

Dōmoto Inshō (japanisch 堂本 印象; geb. am 25. Dezember 1891 in Kyōto; gest. am 5. September 1975) war ein japanischer Maler der Nihonga-Richtung, der sich aber später auch anderen Stilrichtungen öffnete.

## Leben und Werk
Dōmoto wurde als drittes Kind des Sake-Brauers, Dōmoto Gohei, in Kyōto geboren. Sein eigentlicher Name war Sannosuke (三之助). Sein älterer Bruder Kansei beschäftigte sich mit Lackarbeiten. Dōmoto Inshō schloss zwar 1910 die Ausbildung im Fach Design an der Kunst- und Kunstgewerbeschule (京都市立美術工芸学校, Kyōto shiritsu bijutsu kōgei gakkō) in Kyōto ab, konnte aber zunächst nicht in seinem Fach tätig werden, da er seinen Vater unterstützen musste, dessen Unternehmen schlecht lief. 1918 beschloss Inshō, Nihonga an der städtischen Kunstschule (京都市立絵画専門学校, Kyōto shiritsu kaiga semmon gakkō) zu studieren. Ab 1920 studierte er unter Nishiyama Suishō (1879–1958) an dessen Schule Seikōsha (青甲社), an der er 1921 seinen ersten Abschluss machte und dann dort ein vertieftes Studium anschloss.
Als Künstler nannte sich Dōmoto „Inshō“ (印象). Das bedeutet „Eindruck“/„Impression“, aber Dōmoto orientierte sich jedoch nicht ausdrücklich an den französischen Impressionisten. Bereits 1919, noch während seiner Ausbildung, wurde ein zweiteiliger Wandschirm von ihm auf der 1. Teiten-Ausstellung mit dem Titel „Fukakusa“ (深草) angenommen, das eine Landschaft um das Dorf Fukakusa südlich von Kyōto zeigt. Auf der 3. Teiten-Ausstellung 1921 wurde sein Paar Hängerollen „Höfisches Ballspiel“ (調鞠図, Chōgiku-zu) mit einem Preis ausgezeichnet. Auch auf der 4. Teiten-Ausstellung im folgenden Jahr fand er mit seinem Triptychon „Kari-teimo“ (訶梨帝母) mit einer der Heiligen Maria ähnlichen buddhistischen Figur im Mittelpunkt Beachtung.
1925 bemalt Inshō Holztüren (杉戸, sugito) eines Tempels und begann damit eine vielfache Tätigkeit, Tempelwände zu gestalten. Während seine frühen Bilder dem Nihonga nahe sind, wandelte sich seine Malweise nach dem Zweiten Weltkrieg. So malte auch er Bilder in europäischer Manier, wie das Bild „Eine Familie“ (或る家族, Aru kazoku; 1949), und gegen Ende des Lebens gestaltete er auch abstrakte Bilder, wie den sechsteiligen Stellschirm mit dem Titel „Windgott“ (風神, Fūjin; 1961).
1961 wurde Inshō mit dem japanischen Kulturorden ausgezeichnet. Ihm wurde ein eigenes Museum, das „Kyōto Prefectural Insho Domoto Museum of Fine Arts“ gewidmet.